# Xian de Lan
Pour les articles homonymes, voir LAN.
Le xian de Lan (岚县 ; pinyin : Lán Xiàn) est un district administratif de la province du Shanxi en Chine. Il est placé sous la juridiction de la ville-préfecture de Lüliang.

## Démographie
La population du district était de 163 116 habitants en 1999.